# Antonio Superchi
Antonio Superchi (11 janvier 1816 — 5 juillet 1893) est un chanteur d'opéra baryton italien actif de 1838 à 1858. Il s'est produit dans la plupart des grands opéras en Italie et en Espagne ainsi qu'au Her Majesty's Theatre à Londres.

## Biographie
Né dans une famille aisée de Parme en 1816, Antonio Superchi étudie le chant dans sa ville natale avec Antonio De Cesari et Luigi Tartagnini. Il fait ses débuts professionnels à l'opéra en 1838 à La Fenice de Venise dans le rôle d'Enrico dans Lucia di Lammermoor de Gaetano Donizetti. Il crée en 1843 le rôle d'Ernesto Malcolm lors de la première mondiale de Maria, regina d'Inghilterra (en) de Giovanni Pacini au Teatro Carolino de Palerme. Le 9 mars 1844, il chante la partie de Don Carlo lors de la création mondiale d'Ernani de Giuseppe Verdi à La Fenice.
Il prend sa retraite de la scène en 1858. Il meurt en 1893 à l'âge de 77 ans.

## Sources
- (en) Cet article est partiellement ou en totalité issu de l’article de Wikipédia en anglais intitulé « Antonio Superchi » (voir la liste des auteurs).